# O Gud, du mig ej överger
O Gud, du mig ej överger är en psalm med text skriven 1962 av Anders Frostenson och bearbetad 1982. Musiken är skriven 1916 av Nathan Söderblom och används till flera andra psalmer som I denna ljuva sommartid.

## Publicerad i
- Den svenska psalmboken 1986 som nr 310 under rubriken "Livets gåva och gräns".
- Svensk psalmbok för den evangelisk-lutherska kyrkan i Finland (1986) som nr 742 under rubriken "Sånger för kyrkliga förrättningar Begravning".